# Cranichis foliosa
Cranichis foliosa är en orkidéart som beskrevs av John Lindley. Cranichis foliosa ingår i släktet Cranichis, och familjen orkidéer.
Artens utbredningsområde är Peru. Inga underarter finns listade i Catalogue of Life.